# 東辰弥
東 辰弥（あずま たつや、1979年4月25日 - ）は、京都府出身の元プロ野球選手（捕手）。

## 来歴・人物
天理高校時代は主将を務め1997年の第69回選抜高等学校野球大会で長崎伸一とバッテリーを組み優勝（奈良県勢初のセンバツ制覇）。夏は奈良予選決勝で智辯学園に延長14回サヨナラ（2×-1）で敗れ出場できず、春夏連覇はならなかった。
特待生として早稲田大学に進学。2年次には大学選手権準優勝を経験したが、故障が多く大学球界では活躍できなかった。先輩には藤井秀悟（2学年上）、後輩に和田毅（1学年下）、鳥谷敬、青木宣親（2学年下）らがいた。2001年のドラフト9巡目で阪神タイガースに入団。
プロでは2003年10月10日に一軍昇格、ベンチ入りを果たすも試合出場はならず、わずか2年で現役引退。
2004年からは育成担当補佐の傍ら、ブルペン捕手をしていたが、2007年から広報部に異動。
2009年からは、一軍サブマネージャー、2010年からは、一軍マネージャーを務めている。
2014年からはファームマネージャーを務める。

## 詳細情報

### 年度別打撃成績
- 一軍公式戦出場なし

### 背番号
- 60 （2002年 - 2003年）
- 96 （2004年 - 2006年）